# Dominiko Waqaniburotu

a Compétitions nationales et continentales officielles uniquement.

b Matchs officiels uniquement.
Dernière mise à jour le 28 décembre 2020.
Dominiko Maiwiriwiri Waqaniburotu, né le 20 avril 1986 à Suva (Fidji) (1,96 m pour 113 kg), est un joueur fidjien de rugby à XV. Il joue principalement au poste de troisième ligne aile en équipe des Fidji entre 2010 et 2019. Il est le capitaine fidjien lors de la  Coupe du monde 2019.

## Biographie

### Carrière en club
Dominiko Waqaniburotu commence à jouer au rugby dans son pays natal avec son école de  Ratu Kadavulevu, puis avec le lycée des Marist Brothers. Il rejoint ensuite la Nouvelle-Zélande, et termine son éducation avec la Hamilton Boys’ High School de Hamilton.
Il joue ensuite avec le club amateur de Fraser-Tech dans le championnat de la région de Waikato. Il joue également avec les équipes jeunes et réserve de la province de Waikato.
En 2009, il est retenu dans l'effectif de Waikato pour disputer le National Provincial Championship,. Il ne joue que deux rencontres lors de sa première saison, mais il devient en 2010 un titulaire régulier de l'équipe en jouant l'intégralité de smatchs de son équipe comme titulaire. Il rate ensuite l'intégralité de la saison 2011 en raison de sa participation à la Coupe du monde avec la sélection fidjienne. En 2012, il joue un match avec l'équipe Development (réserve) de la franbchise des Chiefs.
En 2012, il rejoint le club français du CA Brive, récemment relégué en Pro D2, pour un contrat d'une saison,. Il s'impose immédiatement comme un joueur important de l'effectif briviste et prolonge son engagement pour une année supplémentaire,. Au terme de cette première saison, il est titulaire lors de la finale d'accession gagnée contre Pau, et participe ainsi à la remontée du club en Top 14. Au niveau supérieur, il continue à être un cadre de l'équipe, et prolonge son contrat en novembre 2013 pour deux saisons supplémentaires. En 2016, son contrat est à nouveau prolongé, cette fois pour trois saisons, soit jusqu'en 2019. En juin 2018, son club est relégué en Pro D2, mais il lui reste fidèle et participe à la remontée immédiate de son club après la victoire lors du barrage d'accession contre Grenoble.
En juin 2019, après avoir passé sept saisons au sein du CA Brive, il s'engage pour contrat d'un an avec la Section paloise, où il retrouve son ancien entraineur à Brive Nicolas Godignon. En avril 2020, après une saison avec la Section paloise et seulement cinq matches disputés, il quitte le club.

### Carrière en équipe nationale
Il a honoré sa première cape internationale en équipe des Fidji le 5 juin 2010 contre l'équipe d'Australie.
Une semaine après sa première sélection, il est nommé capitaine de la sélection fidjienne à l'occasion de la Coupe des nations du Pacifique 2011.
Il fait partie du groupe sélectionné pour participer à la Coupe du monde 2011 en Nouvelle-Zélande,. Il dispute les deux premiers matchs de son équipe contre la Namibie et l'Afrique du Sud, avant d'être suspendu pour le reste de la compétition en raison d'un placage dangereux sur le sud-africain Pat Lambie.
En 2015, il est à nouveau sélectionné pour disputer la Coupe du monde en Angleterre. Il dispute trois matchs sur les quatre de son équipe, ratant la rencontre face à l'Australie en raison d'un nouveau placage dangereux commis lors du match contre l'Angleterre.
Il redevient le capitaine de sa sélection en 2018, et entre dans l'histoire comme le capitaine de la première équipe fidjienne ayant battu le XV de France en novembre de la même année,.
En 2019, il joue une troisième compétition mondiale, lorsqu'il est retenu en tant que capitaine pour disputer la Coupe du monde au Japon. Il dispute les quatre matchs de son équipe.

## Palmarès

### En club
- Championnat de France de rugby à XV de 2e division :
  - Vice-champion : 2013 et 2019 avec le CA Brive.
  - Vainqueur du barrage d'accession : 2019 avec le CA Brive.

### En équipe nationale
- 51 sélections en équipe des Fidji entre 2010 et 2019 (dont 45 titularisations).
- 16 capitanats.
- 25 points : cinq essais.

En coupe du monde :
- 2011 : 2 sélections (Namibie, Afrique du Sud)
- 2015 : 3 sélections (Angleterre, pays de Galles, Uruguay)
- 2019 : 4 sélections (Australie, Uruguay, Géorgie, pays de Galles)